# Klaus Wischnewski
Klaus Wischnewski (* 11. Dezember 1928 in Kolberg; † 30. April 2003 in Berlin) Pseudonym Peter Ahrens war ein deutscher Dramaturg, Chefdramaturg des DEFA-Spielfilmstudios in der DDR, Drehbuchautor und Filmkritiker.

## Leben
Ab 1945 besuchte Wischnewski die Goethe-Oberschule am Schweriner Pfaffenteich und erwarb dort das Abitur. Von 1949 bis 1953 studierte er Kulturpolitik und Publizistik in Leipzig sowie am Deutschen Theaterinstitut in Weimar-Belvedere. 1953 erwarb Wischnewski einen Abschluss als Diplom-Theaterwissenschaftler. Es folgte von 1953 bis 1958 ein Engagement als Dramaturg und Regieassistent am Maxim-Gorki-Theater in Ost-Berlin. Ab 1956 war er zudem Freier Kritiker und Autor zu den Themenbereichen Theater und Film. 1958 wechselte Wischnewski als Dramaturg in das VEB DEFA-Studio für Spielfilme in Potsdam-Babelsberg. Bei Gründung der Künstlerischen Arbeitsgruppen in der DEFA wird er 1959 Mitglied der Gruppe „Berlin“. Im selben Jahr wird er stellvertretender Chefdramaturg, im Jahr darauf Chefdramaturg. 
1960 setzt er – gemeinsam mit dem neu eingesetzten Studiodirektor Jochen Mückenberger, dem stellvertretenden Kulturminister Günter Witt und dem neuen Parteisekretär des Studios Werner Kühn – eine grundlegende Reformierung und Demokratisierung des Studios in Gang. 1964 wird die Stelle des Chefdramaturgen im Zusammenhang mit dem Abbau des Zentralismus im Spielfilmstudio abgeschafft. Wischnewski wird von 1965 bis 1966 Leiter der Künstlerischen Arbeitsgruppe "Heinrich Greif", in der die nach dem 11. Plenum des ZK der SED verbotenen Filme Spur der Steine (Regie: Frank Beyer), Fräulein Schmetterling (Regie: Kurt Barthel), Berlin um die Ecke (Regie: Gerhard Klein), Karla (Regie: Herrmann Zschoche) und Denk bloß nicht, ich heule (Regie: Frank Vogel) hergestellt wurden.

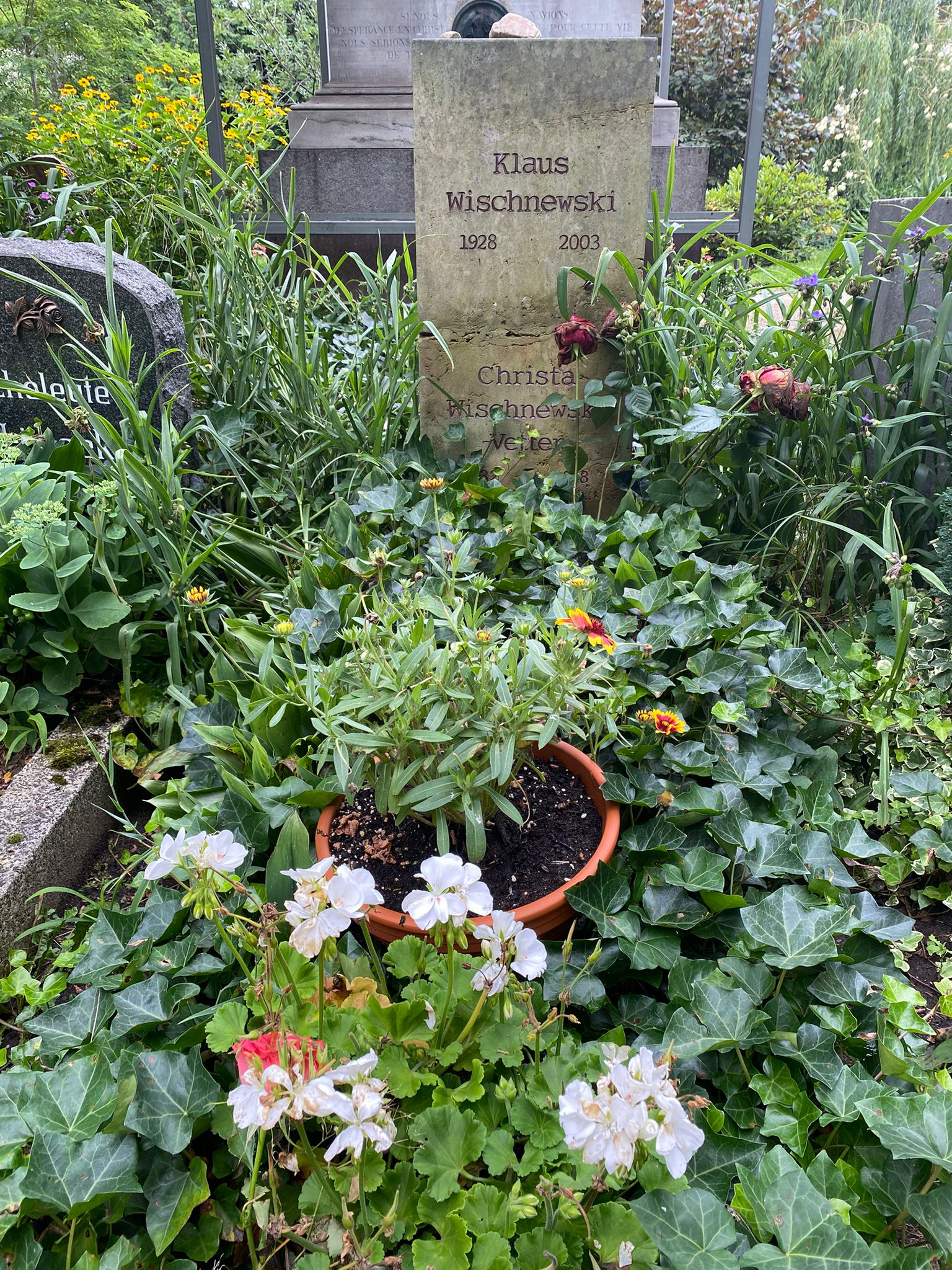
Grabstätte

Wegen verantwortlicher Beteiligung an mehreren im Zusammenhang mit dem 11. Plenum verbotenen Filmen wird Wischnewski 1966 entlassen. Trotz des über ihn verhängten Berlin-Verbots wird er von 1967 bis 1976 Dramaturg am Deutschen Theater in Ost-Berlin. 1971 beginnt Wischnewski unter dem Pseudonym Peter Ahrens wieder Filmkritiken zu schreiben.
Von 1976 bis 1984 ist Wischnewski Chefdramaturg am Deutschen Theater. 1983 wird er Mitglied des PEN-Zentrums der DDR. Von 1984 bis 1991 arbeitet er als Autor und Dramaturg im DEFA-Dokumentarfilmstudio. In den Jahren 1989 und 1990 dreht er über seinen Freund, den ehemaligen Direktor und Dramaturgen der DEFA, Walter Janka, den Dokumentarfilm Aufgeben oder neu beginnen. Von 1991 bis 1993 ist er Programmdirektor der Leipziger Dokumentar- und Kurzfilmwoche.
Bis zu seinem Tod war er mit der Dramaturgin und ehemaligen Chefin der Hörspielabteilung beim Staatlichen Komitee für Rundfunk der DDR (1977–1990) Christa Vetter verheiratet, die er bereits bei seinem Studium in Weimar kennengelernt hatte.
Klaus Wischnewski starb am 30. April 2003 im Alter von 74 Jahren und ist auf dem Französischen Friedhof in Berlin beigesetzt.

## Filmografie
- 1960: Trübe Wasser (Drehbuch, Dramaturgie)
- 1960: Was wäre, wenn …? (Dramaturgie)
- 1961: Der Fall Gleiwitz (Dramaturgie)
- 1963: An französischen Kaminen (Dramaturgie)
- 1963: Sonntagsfahrer (Dramaturgie)
- 1965: Die besten Jahre (Dramaturgie)
- 1966/1971: Der verlorene Engel (Dramaturgie)
- 1966/2005: Fräulein Schmetterling (Dramaturgie)
- 1965/1990: Berlin um die Ecke (Dramaturgie)
- 1966/1972: Der kleine Prinz (Dramaturgie)
- 1973: Das Pflichtmandat (Dramaturgie – Theateraufzeichnung)
- 1977: Mama, ich lebe (Szenarium, Dramaturgie)
- 1985: Das Jahr 1945 (Kommentar)
- 1986: Spanien im Herzen – Hans Beimler und andere (Sprecher, Drehbuch, Kommentar)
- 1986: Nürnberg – Nicht schuldig! (Kommentar)
- 1987: Eine deutsche Karriere. Rückblicke auf unser Jahrhundert (Drehbuch, Dramaturgie)
- 1988: Jeder konnte es sehen (Drehbuch, Dramaturgie)
- 1988: Verzeiht, daß ich ein Mensch bin. Friedrich Wolf. Fragen an seine Kinder. Erinnerungen von Zeitgenossen (Drehbuch, Kommentar)
- 1990: Aufgeben oder neu beginnen – Walter Janka (Drehbuch)
- 1990: Nationalität: deutsch (Dramaturgie)
- 1990: Streng vertraulich oder die innere Verfassung (Dramaturgie)

## Bücher
- 1974: Ulrich Plenzdorf: Die Legende von Paul & Paula / Die neuen Leiden des jungen W. – ein Kino- und ein Bühnenstück, mit einem Nachwort von Klaus Wischnewski, Henschelverlag Berlin
- 1978: Ulrich Plenzdorf: Karla / Der alte Mann, das Pferd, die Straße. Texte zu Filmen, mit einem Nachwort von Klaus Wischnewski, Henschelverlag Berlin
- 1981: Gerhard Stuchlik: Zeugnisse einer Freundschaft, Liebe und Gemeinschaft, nach Tonbandprotokollen aufgeschrieben, mit einem Nachwort von Klaus Wischnewski, Tribüne-Verlag Berlin
- 1985: Konrad Wolf / Barbara Köppe: Selbstzeugnisse, Fotos, Dokumente, Bild-Text-Dokumentation, mit einem Essay von Klaus Wischnewski, Henschelverlag Berlin / Verlag Das europäische Buch, West-Berlin
- 1994: Ralf Schenk: Das zweite Leben der Filmstadt Babelsberg : DEFA-Spielfilme 1946 - 1992, Mitautor, Henschelverlag Berlin
- 1995: Ralf Schenk: Vor der Kamera : fünfzig Schauspieler in Babelsberg, Mitautor, Henschelverlag Berlin
- 2008: Klaus Wischnewski, d. i. Peter Ahrens: Bestürzend fern und nah – Filmkritiken in der Wochenzeitschrift "Die Weltbühne", Manuskriptdruck, DEFA-Stiftung, Berlin